# 1556 en littérature
| Années de la littérature : 1553 - 1554 - 1555 - 1556 - 1557 - 1558 - 1559    |
| Décennies de la littérature : 1520 - 1530 - 1540 - 1550 - 1560 - 1570 - 1580 |

Cet article présente les faits marquants de l'année 1556 en littérature.

## Événements
- Septembre : une presse est installée au collège Saint-Paul de Goa par le père Juan de Bustamante. Conclusões e outras coisas (« Des thèses et autres choses »), un pamphlet, est le premier livre imprimé en Inde[1].

- Première mention du théâtre dansé Yakshagana sur une inscription du temple de Lakshminarayana, à Hosaholalu en Inde[2].

- Michel de Montaigne devient l'un des onze conseillers de la cour des Aides de Périgueux, créée le 16 décembre 1554[3].
- Fondation de la bibliothèque royale de Dresde par l'électeur Auguste de Saxe[4].
- Vers 1556 :
  - à Macao, Luís de Camões achève Les Lusiades, poème épique publié en 1572[5].
  - rédaction en Russie du Domostroï (« Ménagier »), manuel d’organisation de la maison[6].

## Parutions
- Après le 15 août : Le second livre des hymnes, de Ronsard, publié chez André Wechel à Paris[7].

- A Shorte Treatise of Politike Power, de l'anglais John Ponet (en), qui expose le devoir de révolte des peuples face à l’absolutisme[8].

## Naissances
- 21 janvier : Maxime le Grec, moine grec, écrivain et traducteur, actif en Russie, né en 1475.
- 7 mars : Guillaume du Vair, écrivain moraliste et homme politique français († 1621).
- 15 avril : François Béroalde de Verville, écrivain français († 1626).
- 25 novembre : Jacques Du Perron, poète baroque français († 1618).

## Décès
- 14 novembre : Giovanni Della Casa, littérateur italien de la Renaissance  (né en 1503).